# Scopula muscosaria
Scopula muscosaria là một loài bướm đêm trong họ Geometridae.